# Hrutov
Hrutov település Csehországban, a Jihlavai járásban. Hrutov Kněžice településekkel határos. Lakosainak száma 101 fő (2024. január 1.).

## Népesség
A település lakosságának változását az alábbi diagram mutatja:
| Lakosok száma | 241  | 274  | 253  | 217  | 139  | 83   | 86   | 103  | 104  | 101  |
|               | 1869 | 1890 | 1921 | 1950 | 1980 | 2001 | 2017 | 2019 | 2022 | 2024 |